# Павукова нора (фортифікація)

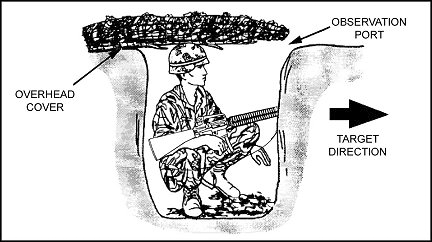
Ілюстрація павукової нори

Павукова нора — на військовому сленгу, це невеликий окоп, для одної людини, як правило глибиною і шириною 1–1,5 метра.

## Етимологія
Зазвичай цей термін розуміють як натяк на замасковану нору, побудовану павуком.
За словами історика корпусу морської піхоти США майора Чака Мелсона, цей термін виник під час Громадянської війни в США, коли він означав нашвидкуруч викопану «лисячу нору».
Американський оглядач Вілліан Саміра у випуску «Нью-Йорк таймс» за 15 грудня 2003 року стверджував, що цей термін виник під час війни у В'єтнамі.

## Дизайн
Павукова нора — це, як правило, захисна кругла діра глибиною в плечі, часто прикрита замаскованою кришкою, у якій солдат може стояти та стріляти зі зброї. Павукова нора відрізняється від звичайної «лисячої нори» тим, що вона зазвичай глибша і призначена для того, щоб підкреслювати прикриття, а не маскування.

## Використання
Під час Другої світової війни японські війська на багатьох полях битв на Тихому океані, у тому числі Лейте на Філіппінах та Іводзімі. Вони назвали їх «горщики» за уявну схожість з горщиками, які використовуються для лову восьминогів у Японія.
Павукові нори також використовувалися бійцями В'єтконгу та солдатами Народної армії В'єтнаму, під час В'єтнамської війни як в оборонні, так і під-час наступу, куди бійці VC/PAVN могли або сховатися від бою із військами Південного В'єтнаму, США чи іншими їх союзниками, або могли сховатися для нападу.
13 грудня 2003 року, під час Війни в Іраку, американські війська в Операції Червоний Світанок захопили президента Іраку Саддама Хусейна, який переховувався в тому, що охарактеризовано як «павукова нора», біля фермерського будинку (поблизу його рідного міста Тікріт).